# Trois vallées varésines 2012
La 92e édition des Trois vallées varésines a eu lieu le 18 août 2012. Elle a été remportée en solitaire par le Canadien David Veilleux (Europcar) devant un petit peloton réglé par l'Italien Andrea Palini (Idea) devant son compatriote Danilo Di Luca (Acqua & Sapone).
L'épreuve fait partie de l'UCI Europe Tour 2012 en catégorie 1.HC.

## Présentation

### Équipes
Classé en catégorie 1.HC de l'UCI Europe Tour, les Trois vallées varésines sont par conséquent ouvertes aux UCI ProTeams dans la limite de 70 % des équipes participantes, aux équipes continentales professionnelles, aux équipes continentales italiennes et à une équipe nationale italienne.
16 équipes participent à ces Trois vallées varésines : 2 ProTeams, 13 équipes continentales professionnelles et 1 équipe continentale :
| Nom de l'équipe | Pays    | Code |
| --------------- | ------- | ---- |
| Lampre-ISD      | Italie  | LAM  |
| Movistar        | Espagne | MOV  |

| Nom de l'équipe | Pays   | Code |
| --------------- | ------ | ---- |
| Idea            | Italie | IDE  |

| Nom de l'équipe               | Pays        | Code |
| ----------------------------- | ----------- | ---- |
| Accent Jobs-Willems Veranda's | Belgique    | ACC  |
| Acqua & Sapone                | Italie      | ASA  |
| Androni Giocattoli-Venezuela  | Italie      | AND  |
| Champion System               | Chine       | CSS  |
| Colnago-CSF Inox              | Irlande     | COG  |
| Colombia-Coldeportes          | Colombie    | COL  |
| Europcar                      | France      | EUC  |
| Farnese Vini-Selle Italia     | Royaume-Uni | FAR  |
| Landbouwkrediet-Euphony       | Belgique    | LAN  |
| RusVelo                       | Russie      | RVL  |
| SpiderTech-C10                | Canada      | SPI  |
| Topsport Vlaanderen-Mercator  | Belgique    | TSV  |
| Utensilnord Named             | Irlande     | UNA  |

## Classement final
|    | Coureur            | Pays    | Équipe            |    | Temps           |
| -- | ------------------ | ------- | ----------------- | -- | --------------- |
| 1  | David Veilleux     | Canada  | Europcar          | en | 4 h 58 min 15 s |
| 2  | Andrea Palini      | Italie  | Idea              | +  | 1 min 06 s      |
| 3  | Danilo Di Luca     | Italie  | Acqua & Sapone    |    | 1 min 06 s      |
| 4  | François Parisien  | Canada  | SpiderTech-C10    |    | 1 min 06 s      |
| 5  | Luca Wackermann    | Italie  | Lampre-ISD        |    | 1 min 06 s      |
| 6  | Ángel Madrazo      | Espagne | Movistar          |    | 1 min 06 s      |
| 7  | Francesco Reda     | Italie  | Acqua & Sapone    |    | 1 min 06 s      |
| 8  | Paolo Bailetti     | Italie  | Utensilnord Named |    | 1 min 06 s      |
| 9  | Thomas Voeckler    | France  | Europcar          |    | 1 min 06 s      |
| 10 | Domenico Pozzovivo | Italie  | Colnago-CSF Inox  |    | 1 min 06 s      |

## Liste des participants
- Liste de départ complète